# Quentin Roosevelt II
Quentin Roosevelt II (4 de novembre de 1919 - 21 de desembre de 1948) era el quart fill de Theodore Roosevelt Jr.. Era net de l'expresident dels Estats Units Theodore Roosevelt. El seu nom és en homenatge al seu tiet, Quentin Roosevelt, que va morir a la Primera Guerra Mundial l'any 1918.
Va estudiar a la Universitat Harvard estudis de paleontologia. Després es va apuntar a l'exèrcit americà.
Quentin II morí en un accident aeri a prop de Hong Kong, el 21 de desembre de 1948. Fou enterrat en el lloc de la seva mort, però va ser exhumat i traslladat a un cementiri de Nova York.